# Calea ferată Stockton-Darlington

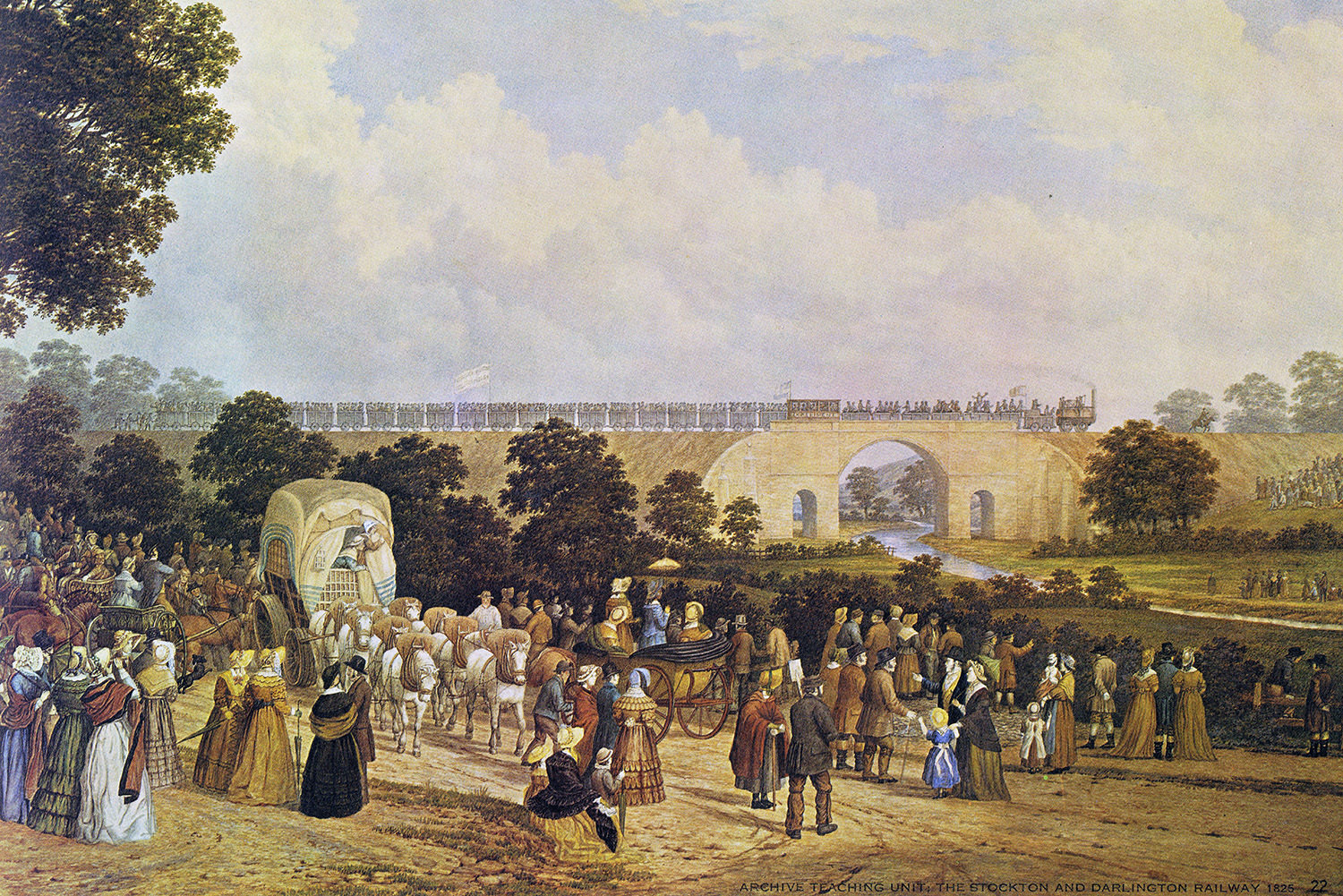
Deschiderea căii ferate Stockton–Darlington c. 1825; pictură din anii 1880 de John Dobbin. Imaginea reprezintă o mulțime de oameni privind un tren care trece un pod peste râul Skerne din Darlington.

Calea ferată Stockton–Darlington, deschisă în 1825, a fost prima cale ferată din lume deschisă traficului public de călători. La inaugurare avea 40 km lungime, și a fost construită în nord-estul Angliei între Witton Park și Stockton-on-Tees, via Darlington, legând astfel mai multe orașe miniere din zona Shildon. Construită în scopul de a transporta atât marfă cât și pasageri, linia a legat la început orașele miniere din interiorul insulei de portul Stockton, unde cărbunele era încărcat pe vase maritime. Mare parte din traseul ei este astăzi deservit de linia Tees Valley, operată de Northern Rail. La acea vreme, era cea mai lungă cale ferată din lume. În următorii 38 de ani, ea s-a extins treptat, transformându-se într-o rețea mare, deservind Durhamul de sud și vest, Clevelandul și Westmorlandul, cu trenuri care circulau prin Cumberland până la câțiva kilometri depărtare de coasta de vest.